# ليا تي
ليندرا ميديروس سيريزو  (مواليد في 17 أبريل 1981) المعروف مهنياً باسم ليا تي  عارضة أزياء برازيلية متحولة جنسيا إيطالية المنشأ.

## روابط خارجية
- ليا تي على موقع IMDb (الإنجليزية)
- ليا تي على موقع دليل عارضات الأزياء (الإنجليزية)